# Torshälla
Torshälla este un oraș în Suedia.

## Demografie
| \| Evoluția demografică a zonei urbane Torshälla, 1970–2015 \| Evoluția demografică a zonei urbane Torshälla, 1970–2015 \| Evoluția demografică a zonei urbane Torshälla, 1970–2015 \| Evoluția demografică a zonei urbane Torshälla, 1970–2015 \| Evoluția demografică a zonei urbane Torshälla, 1970–2015 \| \| --------------------------------------------------------------------------------------- \| -------------------------------------------------------- \| -------------------------------------------------------- \| -------------------------------------------------------- \| -------------------------------------------------------- \| \| An \| \| \| Locuitori \| \| \| 1970 \| 1970 \| \| 8.363 \| 8.363 \| \| 1975 \| 1975 \| \| 8.231 \| 8.231 \| \| 1980 \| 1980 \| \| 8.153 \| 8.153 \| \| 1990 \| 1990 \| \| 8.026 \| 8.026 \| \| 1995 \| 1995 \| \| 7.665 \| 7.665 \| \| 2000 \| 2000 \| \| 7.453 \| 7.453 \| \| 2005 \| 2005 \| \| 7.614 \| 7.614 \| \| 2010 \| 2010 \| \| 7.612 \| 7.612 \| \| 2015 \| 2015 \| \| 8.928 \| 8.928 \| \| Sursa: SCB - Statistika Centralbyrån, Folkmängden per tätort. Vart femte år 1960 - 2016 \| \| \| \| \| |      |  |           |       |
| Evoluția demografică a zonei urbane Torshälla, 1970–2015 |      |  |           |       |
| An |      |  | Locuitori |       |
| 1970 | 1970 |  | 8.363     | 8.363 |
| 1975 | 1975 |  | 8.231     | 8.231 |
| 1980 | 1980 |  | 8.153     | 8.153 |
| 1990 | 1990 |  | 8.026     | 8.026 |
| 1995 | 1995 |  | 7.665     | 7.665 |
| 2000 | 2000 |  | 7.453     | 7.453 |
| 2005 | 2005 |  | 7.614     | 7.614 |
| 2010 | 2010 |  | 7.612     | 7.612 |
| 2015 | 2015 |  | 8.928     | 8.928 |
| Sursa: SCB - Statistika Centralbyrån, Folkmängden per tätort. Vart femte år 1960 - 2016 |      |  |           |       |